# Carl Magnus Ekman
Carl Magnus Ekman, född 28 februari 1712 i Mörlunda församling, Kalmar län, död 28 juli 1781 i Veta socken, Östergötlands län, var en svensk präst och riksdagsman.

## Biografi
Carl Magnus Ekman föddes 1712 i Mörlunda församling. Han var son till inspektoren Carl Ekman och Maria Hjort. Ekman blev 1726 student vid Uppsala universitet och avlade filosofie kandidatexamen 1730. Han prästvigdes 7 juni 1735 och blev komminister i Linköpings församling 1738. Den 19 oktober 1743 blev han kyrkoherde i Veta församling och blev 1747 prost. Ekman blev 1753 kontraktsprost i Vifolka och Valkebo kontrakt och 1772 teologie doktor. Han avled 1781 i Veta församling.
Ekman var riksdagsman för prästeståndet i Sverige vid Riksdagen 1751, Riksdagen 1765 och Riksdagen 1771–1772.

## Familj
Ekman gifte sig första gången 5 oktober 1737 med Anna Maria Ternerus (1718–1752). Hon var dotter till kyrkoherden Petrus Ternerus och Ingeborg von Saltza i Vrigstads församling. De fick tillsammans barnen Antonius Ekman (1738–1757), Anna Ekman (1740–1814) som gifte sig med rådmannen Olof Hornstedt i Linköping, Carl Ekman (1741–1741), Elisabet Maria Ekman (född 1743) som var gift med kyrkoherden Hans Wikström i Rappestads församling, kyrkoherden Carl Gustaf Ekmansson (född 1743) i Stora Åby församling, Johannes Ekman (1745–1757), Beata Ekman (född 1747) som var gift med kyrkoherden Pehr Hasselberg i Nykils församling, Ulrika Ekman (1748–1813) som var gift med fältskäraren Christian Fredrik Rosenthal, skvadronsläkaren Fredrik Ekman (1750–1820) och Juliana Ekman (1752–1752).
Ekman gifte sig andra gången 19 november 1752 med Anna Maria Morin (1724–1775). Hon var dotter till lektorn Folke Theodor Morin och Sara Hederstierna i Kalmar. De fick tillsammans barnen Sara Charlotta Ekman (1753–1754) och Juliana Ekman (född 1755) som var gift med kyrkoherden Anders Gustaf Dahlbom i Svennevads församling, medicine doktorn Jonas Gustaf Forsskål och bergsmannen Hans Sunesson i Hällestad.